# Aeroporto de Canindé
o Aeroporto de Canindé está sendo construído para que traga uma grande utilidade e resultado para Canindé, pois Canindé é uma cidade bastante procurada por muitos Turistas até mesmo por ser uma cidade Religiosa e de muita procura por muitas pessoas.

## Construção
Aeroporto de Canindé começou a ser construído em fevereiro de 2013,“A construção desse equipamento nos dará oportunidade de pensar em muitas estratégias para desenvolver o turismo religioso. É mais facilidade para que as pessoas venham até Canindé”,Pois Será um Equipamento de bastante utilidade para que muitas pessoas possam chegar até Canindé para conhecer,passear e até mesmo conhecer as religiosidades que Canindé oferece.
É um dos 9 aeroportos do estado do Ceará incluídos no PDAR – Plano de Desenvolvimento da Aviação Regional, do Governo Federal, criado em 2012. Um total de 363 milhões de reais foi destinado para o estado.

## Características
- Latitude 04º21'32"S
- Longitude 39º18'42"W
- IATA:
- ICAO:
- Altitude: 148m
- Terminal de Passageiros:
- Piso:
- Sinalização: